# Tanay Chheda
Tanay Chheda est un jeune acteur indien, né le 27 juin 1996 à Mumbai en Inde. Il est connu pour avoir interprété Rajan dans Taare Zameen Par (Des étoiles sur la terre) en 2007, aux côtés de Darsheel Safary (Ishaan) et Jamal Malik adolescent dans Slumdog Millionaire aux côtés d'Ashutosh Lobo Gajiwala (Salim) et de Tanvi Ganesh Lonkar (Latika).

## Filmographie
- Don - The Chase Begins Again (2006) rôle : Dipu
- Taare Zameen Par (2007) rôle : Rajan Damodaran
- Slumdog Millionaire (2008) rôle : Jamal Malik (adolescent)
- My Name Is Khan (2010) rôle : jeune Rizwan Khan
- Lili la petite sorcière : Le Voyage vers Mandolan (2011) rôle : Musa